# María Larrea
María Larrea (Bilbao, 2 de noviembre de 1979) es una guionista, directora de cine y escritora española. Ha ganado el Premio a la primera novela 2022 en Francia.

## Trayectoria
Larrea nació en Bilbao, el 2 de noviembre de 1979. Es hija de Victoria, una mujer gallega que fue acogida por monjas tras el abandono de su madre durante la posguerra española, y Julián, vasco hijo de prostituta, que emigraron a París unos después de su nacimiento donde trabajaron como limpiadores y porteros de teatro. A los 27 años, Larrea descubrió que había sido adoptada de manera irregular durante la transición, y que su madre biológica pertenecía a la alta sociedad vasca.
En 2002 se licenció en cine, y hasta 2006 siguió formándose en La Fémis. Antes de convertirse en escritora, ha trabajado como directora, guionista y actriz.
En 2022 publicó su primera novela, Les gens de Bilbao naissent où ils veulent  (Los de Bilbao nacen donde quieren) de carácter autobiográfico, sobre la búsqueda de los orígenes. La novela se publicó originalmente en Francia por la editorial Grasset, siendo posteriormente traducida a otros idiomas.

## Reconocimientos
En 2018, recibió el Premio del público para un primer guion de largometraje del festival Premiers Plans de Angers, concedido por la emisora de radio francesa France Culture, por la película que codirigió con Catherine Paillé.
Con su novela Les gens de Bilbao naissent où ils veulent ganó el Premio a la primera novela 2022 en Francia, que desde su creación en 1977 ha reconocido a autores que han confirmado su éxito como la francesa Pascale Roze, el argelino Boualem Sansal o el ruandés-francés Gaël Faye. Ese mismo año, obtuvo el Premio a la mejor novela de France Télévisions y el premio a la mejor novela debut otorgado por Les Inrockuptibles en la categoría de primera novela. Además, en 2022 Larrea fue la ganadora del premio literario Folire, que conceden desde 2011 y el Centre méditerranéen de littérature y el hospital Thuir. Su novela también fue finalista del Premio de novela Fnac 2022.

## Obras publicadas
Las obras publicadas son: 
- Larrea, María (2003). Los de Bilbao nacen donde quieren (Alicia Martorell Linares, trad.). España: Alianza. ISBN 978-84-1148-446-6.